# Genipa infundibuliformis
Genipa infundibuliformis är en måreväxtart som beskrevs av Daniela Cristina Zappi och João Semir. Genipa infundibuliformis ingår i släktet Genipa och familjen måreväxter. Inga underarter finns listade i Catalogue of Life.